# Sukajaya (Cibitung)
Sukajaya is een bestuurslaag in het regentschap Bekasi van de provincie West-Java, Indonesië. Sukajaya telt 13.800 inwoners (volkstelling 2010).